# Dalheim-Rödgen
Dalheim-Rödgen ist ein Ortsteil der Mittelstadt Wegberg im Kreis Heinsberg im Bundesland Nordrhein-Westfalen.

## Geographie

### Lage

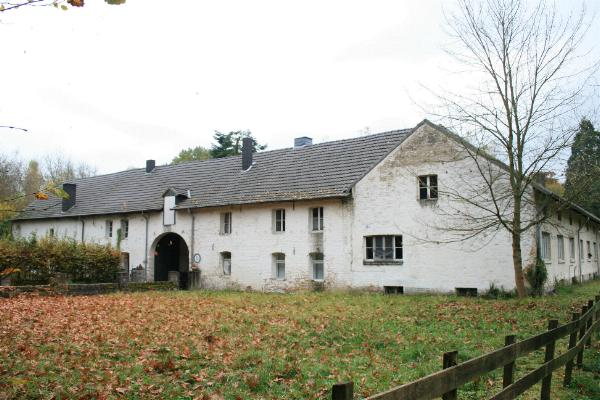
Klosterhof in Dalheim

Die Ortschaft besteht aus den Teilen Dalheim sowie Rödgen und liegt unmittelbar an der Deutsch-niederländischen Grenze. Um Dalheim-Rödgen liegen große Waldgebiete. Im Norden liegt der Meinweg-Wald, im Süden der Dalheimer Busch und der Effelder Wald. Der Ort befindet sich im Naturpark Maas-Schwalm-Nette. Zu Fuß lassen sich in den Niederlanden der Nationalpark De Meinweg und das ehemalige Kolleg St. Ludwig erreichen.
Dalheim und Rödgen werden durch den Helpensteiner Bach und eine Eisenbahnstrecke getrennt, erstere Ortschaft liegt nördlich, die letztere südlich. Westlich von Rödgen liegen einige Weiher; hier wurde der Bach aufgestaut. Jenseits davon liegt als Kulturdenkmal eine Motte, ein hochmittelalterlicher Rittersitz.
Die Dalheimer Mühle und der Dalheimer Klosterhof liegen westlich von Rödgen auf der südlichen Seite des Helpensteiner Baches jeweils als Einzelsiedlung mitten im Dalheimer Busch. Die Wassermühle liegt an einem Mühlenteich direkt an der Grenze zu den Niederlanden.
Im Osten liegen Büch und Arsbeck, im Süden Wildenrath und die dortige ehemalige Wohnsiedlung der britischen Armee.

### Gewässer

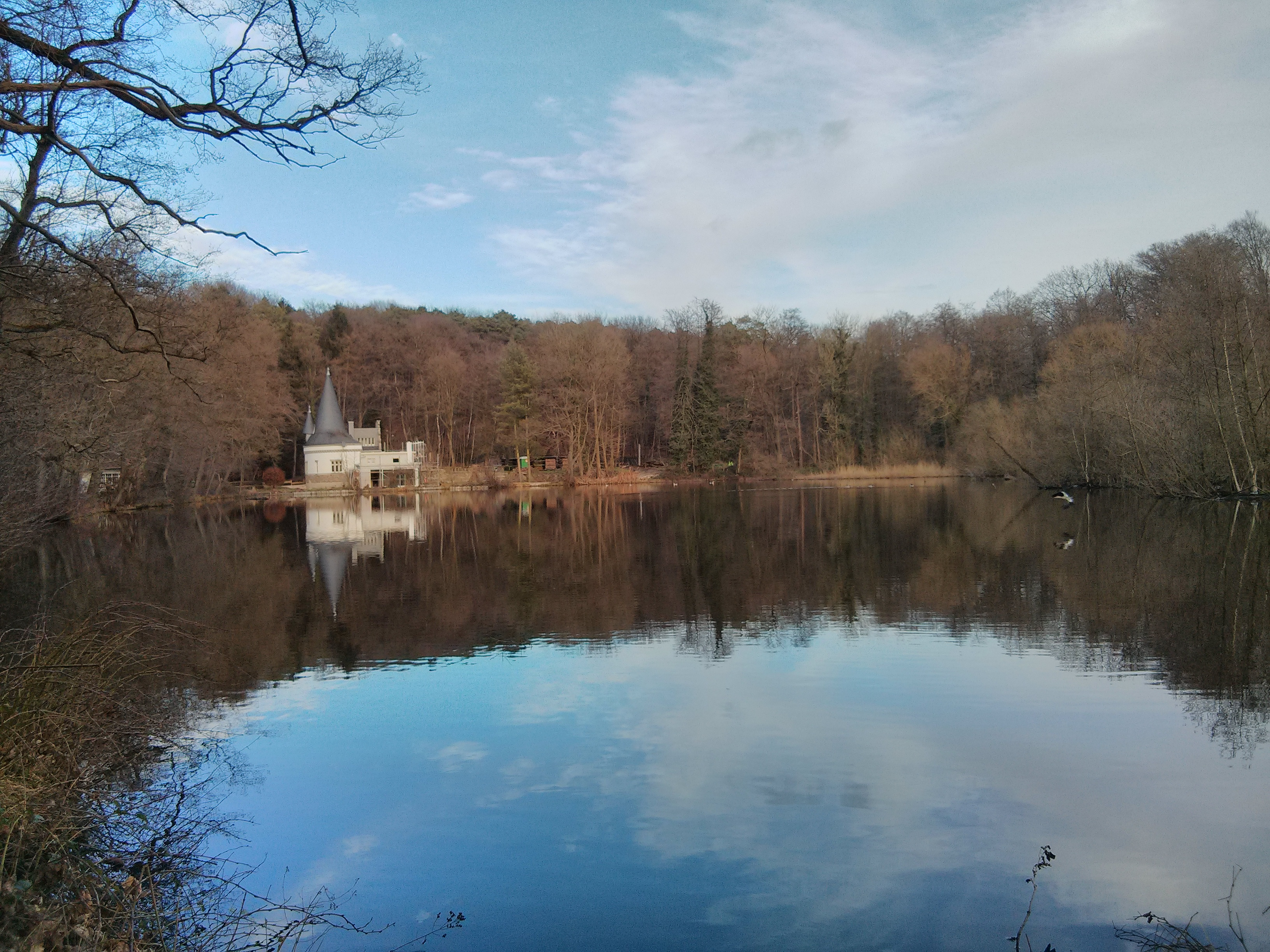
Der Rakyweiher in Dalheim mit Pförtnerhaus der Ehemaligen Raky-Villa

- Helpensteiner Bach
- Raky-Weiher
- Teich an der Dalheimer Mühle

### Nachbarorte
|         | Oberkrüchten                                | Merbeck |
| Vlodrop | Kompassrose, die auf Nachbargemeinden zeigt | Büch    |
|         | Wildenrath                                  | Arsbeck |

## Geschichte
Dalheim und Rödgen lagen zunächst in der Herrschaft Arsbeck, gelangten mit dieser an Wassenberg und dem Herzogtum Jülich, wo sie Teil des Amtes Wassenberg waren.
Im Oktober und November 1944 wurde in der Nähe eine Verteidigungslinie errichtet (siehe Maas-Rur-Stellung). Diese wurde von der Wehrmacht Ende Februar 1945 ohne einen Schuss geräumt – die deutschen Soldaten zogen sich zügig zurück, weil sie befürchteten, eingekesselt zu werden.

### Ortsnamen
Dalheim wurde 1200 und Rode 1312 erstmals urkundlich erwähnt. Rödgen wurde 1481 Raetgen, 1562 gen Roetgen genannt. Es handelt sich um das Diminutiv von Rath, bedeutet also kleine Rodung. Der Ortsname Dalheim weist auf das Tal des Helpensteiner Bachs hin und gehört zur Gruppe der -heim-Namen.

### Dalheim
Eine Urkunde (datiert 1231) erwähnt eine Wassermühle in dem vom Helpensteiner Bach durchflossenen Tal. In dieses abgeschiedene Bruchtal (Bruch=ehemaliges Sumpfgebiet) verlegten um 1258 adelige Zisterzienserinnen ihr Kloster von Ophoven (heute zu Wassenberg), nannten es ‚Conventus Vallis Coelis‘ (Himmelstal) und machten ringsum einige Waldparzellen urbar. Das Kloster wurde auch DALHEIM („Heim im Tal“ – „vulgo Dalheym“) genannt und besaß in der näheren und weiteren Umgebung umfangreichen Besitz.
1802 wurde von der französischen Zivilverwaltung des Rurdepartements im Zuge der Säkularisation die Auflösung aller klösterlichen Einrichtungen verfügt, die nur einem „Selbstzweck“ dienten, so auch das adelige Stift der Zisterzienserinnen in Dalheim, dessen Stiftsdamen in ihre Familien zurückkehrten. Die teils bemerkenswerte Ausstattung des Klosters gelangte in Kirchen und Privatbesitz der näheren Umgebung; erhalten sind beispielsweise drei Glocken der Klosterkirche, eine Wandvertäfelung, ein Antwerpener Schnitzaltar, eine Bernardusstatue, eine barocke Kanzel, Bodenfliesen und das Ölportrait einer Äbtissin. Ein als wundertätig geltendes mittelalterliches Kruzifix, das „Dalheimerkreuz“, wurde der Christoffelkathedraal in Roermond übereignet – mit der Maßgabe der Rückgabe bei Wiedererstehen des Klosters. Die Hauptgebäude des Klosters wurden „auf Abbruch“, d. h. als Baumaterial, verkauft und bis auf Torhausscheune und Gesindehaus abgetragen. Bei der Einrichtung des Grenzbahnhofes an der Fernbahnlinie „Eiserner Rhein“, dessen Trasse 1879 rund 300 Meter nördlich durch den Wald gelegt wurde, erhielt dieser und die mit dem Bahnverkehr wachsende Ortschaft um den Bahnhof den Namen Dalheim.

### Rödgen
Die Bewohner des Dorfes waren bis zum 19. Jahrhundert Berechtigte am Meinweg (heute Nationalpark De Meinweg), einem genossenschaftlich genutzten Wald-Heidegebiet („Allmende“). Das bereits im Mittelalter erwähnte Dorf Rödgen („kleine Rodung“ – alte Namen: In gen Raetgen, Raytgen) lag ungefähr am heutigen Kreisverkehr und bildete bis zum Jahre 1561, zusammen mit Arsbeck, die Herrlichkeit Arsbeck-Rödgen; der Herrschaftssitz befand sich ursprünglich auf der Motte „Alde Berg“. Die „Rödgener Mühle“ an den heutigen Weihern („Raky-Weihern“) war von 1820 bis 1899 in Betrieb. An diesen künstlich angelegten Weihern stehen bemerkenswerte Überreste eines schlossähnlichen Villenkomplexes im romantisierenden Stil, den der Bohrgeräteingenieur und Unternehmer Anton Raky (1868–1943) ab 1904 dort errichten ließ (Hauptgebäude 1972 gesprengt). Die Anlage eines seit 1961 am Dorfrand befindlichen „Kinderdorfes“ geht in seinen Ursprüngen auf eine Gründung des Klosters St. Josef mit Kinderheim der Dominikanerinnen von Bethanien zurück.

### Religion

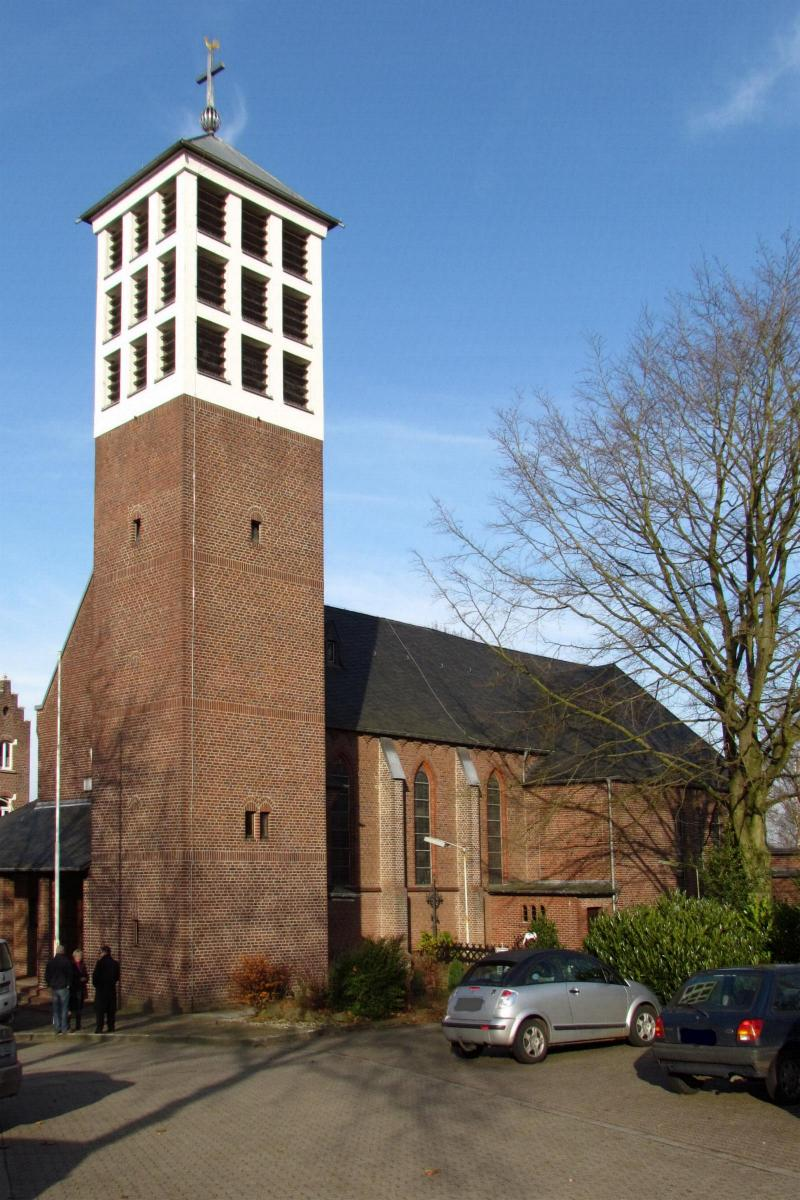
Kirche St. Rochus

Beim heutigen Kreisverkehr, vor der Ecke des Hauses Lisges, befand sich ursprünglich eine 1675 geweihte Kapelle; die Gemeinde gehörte zur Pfarrei Arsbeck. Als Vorläufer der heutigen St. Rochus-Kirche entstand eine Kapelle mit Dachreiter im oberen Teil des Dorfes, 1920 wurde Rödgen schließlich eigenständige Pfarre. Nach dem Zweiten Weltkrieg, mit dem Zuzug zahlreicher protestantischer Flüchtlinge aus den deutschen Ostgebieten, wurde am Dorfrand, zwischen den Neubaugebieten Wildenraths und Dalheim-Rödgens ein evangelisches Gotteshaus errichtet; verwaltet wird diese Gemeinde von der evangelischen Kirche Wassenberg.

## Infrastruktur
- Katholisches Jugendheim
- Kindergarten Kastanienbaum
- Freie Waldorfschule
- Waldsportplatz
- Kinderdorf St. Josef

## Sehenswürdigkeiten

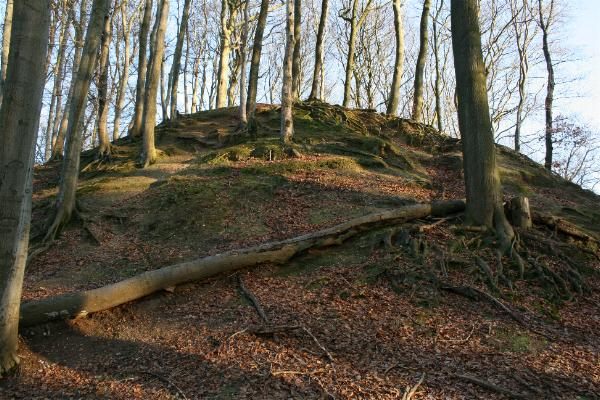
Motte Aldeberg in Dalheim

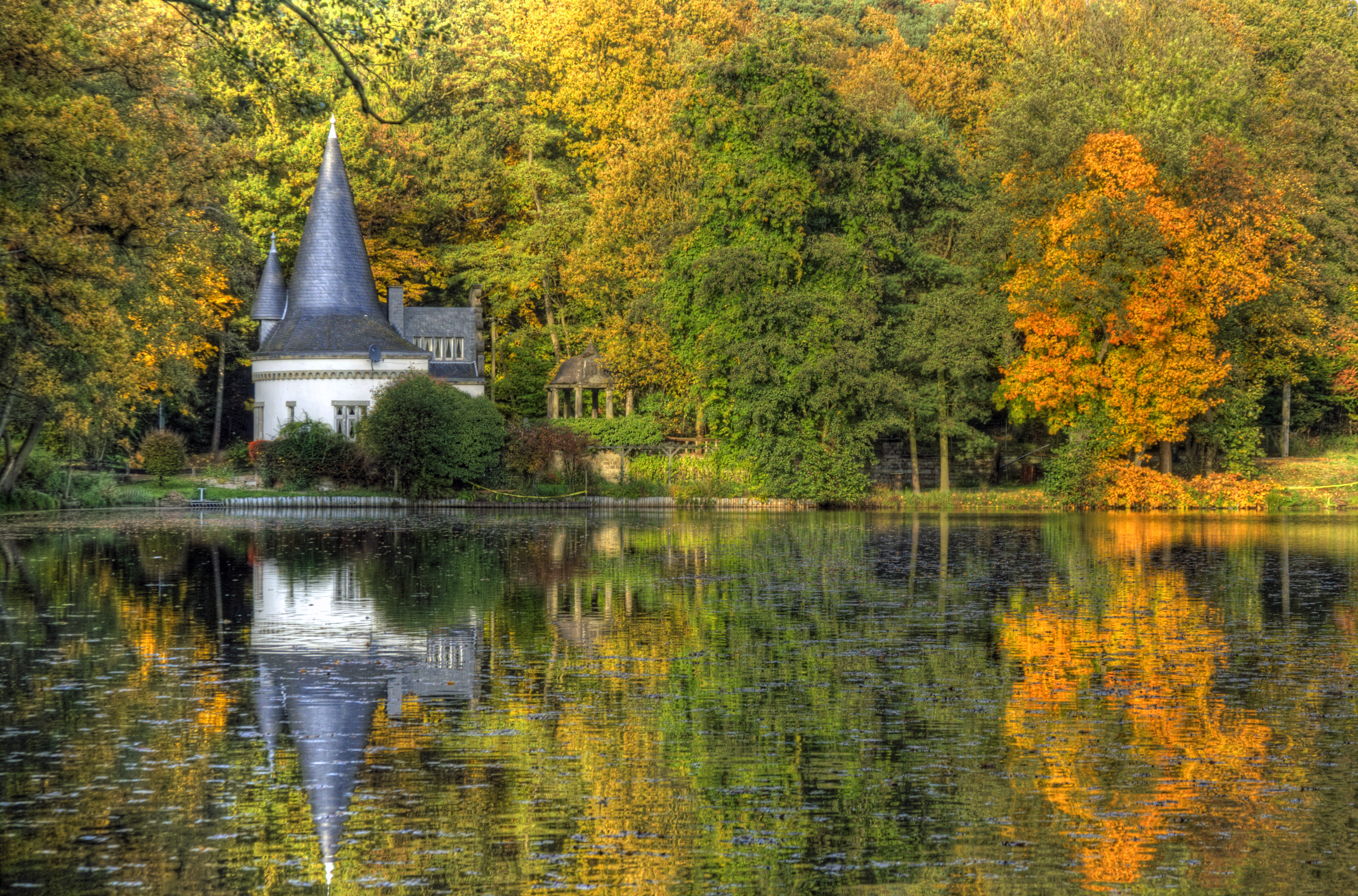
Pförtnerhaus am Rakyweiher

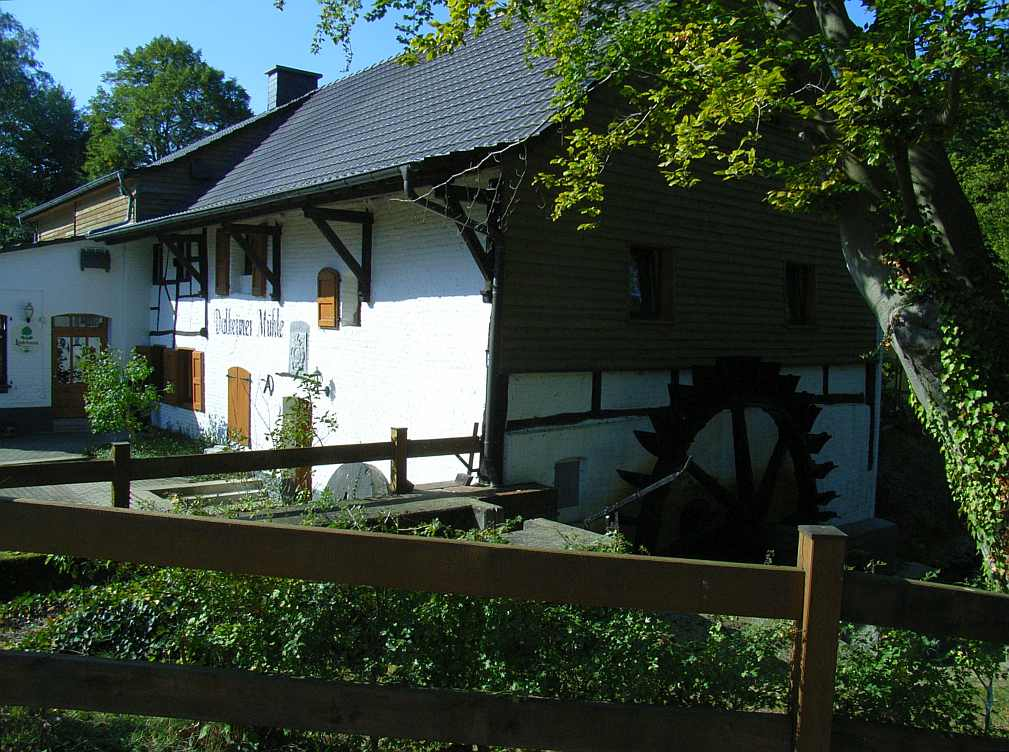
Dalheimer Mühle

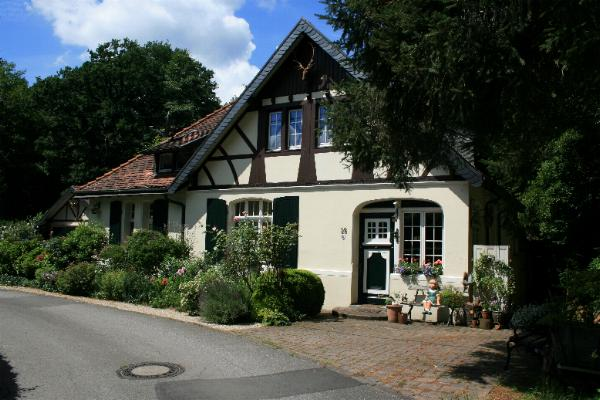
Forsthaus am Rakyweiher

- Die Motte „Der Alde Berg“, Burgberg mit Vorburg, gelegen auf einem abgeteilten Geländesporn, der ins Feuchtgebiet der sogen. Rakyseen ragt. Funde belegen eine Nutzung als Burgplatz eines Ritters zwischen den Jahren 1200 und 1400. Führungen möglich.
- Das „Rakyschlösschen“, idyllisches „Postkartenmotiv“ am Rand eines ebenso idyllischen Naturgebietes. Früher das Pförtnerhäuschen eines legendären, romantisierenden Villenkomplexes von 1904, dessen Hauptbau 1972 abgerissen wurde. Weitere Überreste sind ein burgturmähnlicher, heute verschlossener Aussichtsturm, der „Weinkeller“ in Form einer Burgruine und das vormalige Gärtnerhaus, heute Wohnhaus.
- Die Dalheimer Mühle steht unmittelbar an der niederländischen Grenze und gehörte ursprünglich zum mittelalterlichen Kloster, älteste Teile von 1775. Nach einem Brand wurde die als Ausflugslokal beliebte Mühle wiederaufgebaut.
- Dalheimer Klosterhof mit dem Torbau aus der Spätphase (1732) des vormaligen, mittelalterlichen Zisterzienserinnenklosters Dalheim
- Archäologische Reste des Westwalles, auf Dalheimer Gebiet befanden sich neben einigen noch heute erkennbaren Panzergräben und Straßensperren annähernd 20 Beton-Bunker, die jedoch nicht in Kampfhandlungen verwickelt wurden. Die Bunker wurden nach dem Krieg gesprengt und sind heute größtenteils überbaut oder zugeschüttet.
- Auswandererhalle von 1911, einstmals Wartesaal und Logis von täglich bis zu 100 Amerikaauswanderern.
- Kath. Filialkirche St. Rochus
- Wasserturm, Anton-Raky-Straße 18 als Denkmal Nr. 3
- Wohnhaus mit Pavillon, Anton-Raky-Straße 19 als Denkmal Nr. 4
- Eiskeller, Anton-Raky-Straße als Denkmal Nr. 5
- Gehöft Dalheimer Klosterhof, Mühlenstraße als Denkmal Nr. 33
- Dalheimer Mühle, Mühlenstraße als Denkmal Nr. 34
- Forsthaus, Anton-Raky-Straße 25 als Denkmal Nr. 35
- Fachwerkhaus, Rödgener Straße 17 als Denkmal Nr. 36
- Wohnhaus, Rödgener Straße 72 als Denkmal Nr. 37
- Wohnhaus, Rödgener Straße 74 als Denkmal Nr. 38
- Wohnhaus, Rödgener Straße 19 als Denkmal Nr. 156
- Westwallbunker, Rödgener Straße 78–82 als Denkmal Nr. 159

## Vereine
- Dorfgemeinschaft Dalheim-Rödgen
- Schützenbruderschaft St. Rochus e. V.
- Tambour Corps Dalheim-Harbeck e. V.
- Karnevalsverein Maiblömkes
- Kirchenchor St. Rochus
- Pfadfinderstamm St. Rochus Dalheim
- Karate Gojo Musashi e. V.
- Imkerverein 1986
- Senioren-Club Dalheim
- Badminton / Tischtennisclub Blauweis
- Freiwillige Feuerwehr Wegberg, Löschgruppe Arsbeck zuständig auch für die Ortsteile Dalheim-Rödgen

## Verkehrsanbindung

### Bahn

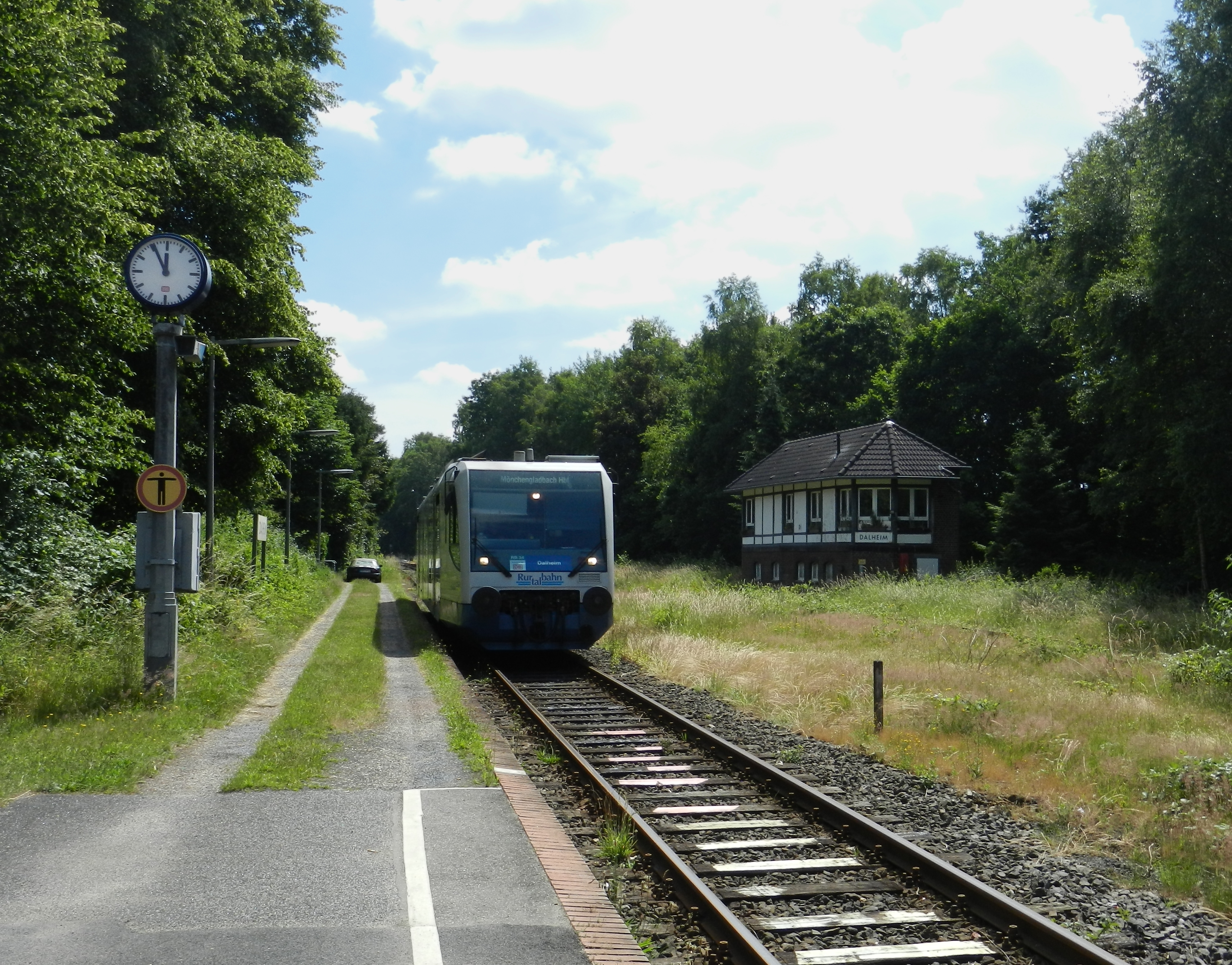
Der Dalheimer Bahnhof

Der Bahnhof Dalheim liegt an der Bahnstrecke Eiserner Rhein und wird stündlich von der Schwalm-Nette-Bahn (RB 34) nach Mönchengladbach bedient.
| Linie | Linienverlauf | Takt                                                    | Gleis |
| ----- | --- | ------------------------------------------------------- | ----- |
| RB 34 | Schwalm-Nette-Bahn: Mönchengladbach Hbf – Rheydt Hbf – Mönchengladbach-Rheindahlen – Mönchengladbach-Genhausen – Wegberg – Arsbeck – Dalheim Stand: Fahrplanwechsel Dezember 2023 | 60 min (wochentags) 120 min (Wochenenden und Feiertage) | 1     |

### Bus
Die AVV-Buslinie 413 der WestVerkehr verbindet Dalheim-Rödgen an Wochentagen mit Wegberg, Wassenberg und Heinsberg.
Zudem verkehrt der Multi-Bus seit dem 9. Juni 2024 kreisweit erweitert und zu einheitlichen Bedienzeiten. Mehr Informationen gibt es bei WestVerkehr.
Seit Juni 2024 verkehrt außerdem die Stadtbuslinie WG1 und sorgt für eine verbesserte Verbindung nach Wegberg, Klinkum und Arsbeck.
| Linie | Linienverlauf |
| ----- | --- |
| 413   | (Wegberg Schulzentrum –) Wegberg Busbf – Klinkum – Bischofshütte – Petersholz – Arsbeck – Dalheim Bf – Rödgen – Wildenrath – (Wildenrath Gewerbegebiet –) Wassenberg – Orsbeck – Unterbruch – Heinsberg Busbf (← Heinsberg AOK) |
| WG1   | (Stadtbus Wegberg) Wegberg Busbahnhof – Klinkum – Arsbeck – Dalheim Bf. |
| SB5   | Schnellbus: Baal Bf – Doveren – Hückelhoven – Millich – Ratheim – Wassenberg – Wildenrath – Dalheim Bf |

### Straße
Die K 23 verläuft längs durch beide Ortsteile und sorgt für eine Anbindung an die B 221.

## Söhne und Töchter von Dalheim-Rödgen
- Hubert Knackfuß (1866–1948), gebürtig aus Dalheim, deutscher Bauforscher
- Herbert Mai (* 1947), ehemaliger Gewerkschaftsvorsitzender (ÖTV) heute (ver.di) und Manager